# 高藝溱
孔晨羽（Genie Kon，1988年3月23日—），本名高藝溱，臺灣華語流行音樂女歌手。籍貫臺灣彰化縣。2013年12月29日於中視第三屆《華人星光大道》第十名決定賽中獲得正規賽第九名，總決賽第十名。2017年至2020年參加民視歌唱比賽節目《台灣那麼旺》。2019年7月更改使用藝名孔晨羽並推出迷你創作專輯《全新的我》。

## 第三屆《華人星光大道》比賽成績

### 正規賽
| 集序 | 首播日期 | 比賽主題                     | 演唱曲目         | 原唱者        | 分數                       | 備註                                                            |
| ---- | -------- | ---------------------------- | ---------------- | ------------- | -------------------------- | --------------------------------------------------------------- |
| 1    | 20130818 | 40強卡位戰 三人對決 誰能勝出 | 藍天             | 張惠妹        | 5票                        | 直接晉級                                                        |
| 3    | 20130901 | 一對一殘酷PK賽               | 我要快樂         | 張惠妹        | 19分                       |                                                                 |
| 6    | 20130922 | 選秀高手合作賽               | 一生只愛你一個   | 羅時豐&曾心梅 | 20分                       | 與洪便當合作，比賽結果與對手洪麒豐同分進行30秒PK，獲評審3票晉級 |
| 7    | 20130929 | 超激鬥!! 一對一評審指定PK    | 你不是說         | 那英          | 21分                       | 黃韻玲指定，比賽結果與對手黎桂金同分，獲評審0票落入失敗區       |
| 8    | 20131006 | 命運的30秒 讓我唱下去        | 花若離枝         | 蘇芮          | 第一關：四票、第二關：三票 | 落入失敗區                                                      |
| 9    | 20131013 | 華語樂壇十大歌手挑戰賽       | 滾滾紅塵         | 陳淑樺        | 18分                       |                                                                 |
| 10   | 20131020 | 冠軍歌手合作賽               | 掉了             | 張惠妹        | 25分                       | 與康思婷合作                                                    |
| 11   | 20131027 | 金曲歌手合唱賽               | 風吹風吹         | 南方二重唱    | 20分                       | 與南方二重唱合作                                                |
| 12   | 20131103 | 歌聲裡的故事 穩定度大考驗    | 手印             | 溫嵐          | 21分                       |                                                                 |
| 14   | 20131117 | 踢館強者來襲 第一戰 正面對決 | 約定             | 周蕙          | 17分                       |                                                                 |
| 15   | 20131124 | 踢館強者來襲 第二戰 火力全開 | 白天不懂夜的黑   | 那英          | 19分                       |                                                                 |
| 16   | 20131201 | 踢館強者來襲 最終回 取代     | 原來你什麼都不要 | 張惠妹        | 22.9分                     | 評審22分 經紀人0.9分                                            |
| 17   | 20131208 | 10強蛻變! 指定歌曲挑戰賽     | 嗶嗶嗶           | 謝金燕        | 24分                       | 陳建寧指定                                                      |
| 18   | 20131215 | 我不祝福 心碎療傷情歌        | 我很忙           | A-Lin         | 21分                       |                                                                 |
| 19   | 20131222 | High翻全場 我要站上大舞台    | 熱情的沙漠       | 歐陽菲菲      | 19分                       |                                                                 |
| 20   | 20131229 | 積分賽（一） 第10名決定賽    | 愛著啊           | 江蕙          | 19分                       | 陳子鴻指定                                                      |
| 20   | 20131229 | 積分賽（一） 第10名決定賽    | 殘酷月光         | 林宥嘉        | 20分                       |                                                                 |

## 小型演唱會
- 2017-09-20 喜怒哀樂首場個人音樂會 (Smohouse思默好時) [2]

## 電視節目
- 2013~2014 中視 第三屆《華人星光大道》
- 2013-09-05 中天電視 康熙來了 主題:華星三　誰會是被留下來的那一個?![3]
- 2014-02-02 中視 第三屆《華人星光大道》 初三特別節目【星光閃耀慶團圓】
- 2014 衛視中文台 一袋女王
- 2017 中視K歌大明星
- 2017~2020 民視 台灣那麼旺 Taiwan NO.1

## 獎項
- 2008 國立雲林科技大學情歌大賽創意填詞冠軍
- 2009 國立雲林科技大學英文情歌大賽冠軍
- 2009 國立雲林科技大學、國立虎尾科技大學、環球科技大學三校聯合英文情歌大賽冠軍
- 2010 國立雲林科技大學情歌大賽女子組冠軍
- 2010 國立雲林科技大學情歌大賽團體組冠軍
- 2014 第三屆《華人星光大道》 - 第十名
- 2020 超級唱片歌唱比賽上海區總冠軍
- 2020 超級唱片歌唱比賽上海區人氣總冠軍

## 外部鏈接
- 高藝溱的Facebook專頁
- 孔晨羽的Instagram帳戶
- YouTube上的孔晨羽頻道

| 前任： 黃佳忻 | 超級星光大道、華人星光大道、星光大道 2014年1月26日-2015年11月7日 | 繼任： 林士軒 |